# Mia Isabella
Mia Isabella, née le 30 juin 1985 à Chicago (Illinois), est une actrice pornographique américaine transgenre.

## Jeunesse
Isabella est née et a grandi à Chicago dans l'Illinois, mais a passé son enfance dans le Tennessee et n'est retournée à Chicago qu'à l'adolescence. Elle est d'origine française, portoricaine, et jamaïcaine. De 8 et 18 ans, elle joue du violon au moins deux heures par jour. Elle obtient le diplôme de l'enseignement secondaire à 16 ans, assiste aux cours de l' Art Institute de Chicago, et possède une boutique de design d'objets de luxe. Elle a un diplôme de mode de l'Institut de la Mode de Paris.

## Carrière
Isabella commence dans l'industrie du film pour adulte en 2005 à l'âge de 19 ans et fait sa première scène avec Yasmin Lee et Kayla Coxxx en T-3 Filles pour Anabolic Video. Elle a fait une pause de 21 ans à 23 ans. En janvier 2014, elle a mis fin à sa carrière dans les films pornographiques.

## Autres apparitions
En 2013, Isabella double un personnage nommé "Prostituée #1" dans le jeu vidéo Grand Theft Auto V Elle a aussi été parmi les actrices pornographiques qui apparaissent dans la scène pour fêter le retour à la maison de Jax Teller  après sa libération de prison dans la Saison 7 de Sons of Anarchy, qui a été diffusé pour la première fois le 9 septembre 2014.

## Vie personnelle
Isabella s'est mariée à l'âge de 20 ans, son mariage a duré quatre ans. À l'âge de 22 ans, elle a bénéficié d'une chirurgie de féminisation du visage qui concernait le menton, la mâchoire, une réduction de l'os nasal et un lifting de la partie médiane et supérieure du visage. Elle a bénéficié d'une deuxième chirurgie, cette fois pour l'augmentation mammaire. En septembre 2010, elle bénéficie d'une rhinoplastie, un limage du bas du menton, d'implants de joues, un autre lifting de la partie médiane et supérieure du visage, et une correction de son sein droit qui n'avait pas cicatrisé correctement lors de sa précédente intervention.

## Prix et nominations
| Année | Cérémonie        | Résultat   | Catégorie                                            | Travail          |
| ----- | ---------------- | ---------- | ---------------------------------------------------- | ---------------- |
| 2010  | Urban X Award    | Nomination | Meilleur Site Web Ethnique et Transsexuel            | Mia-Isabella.com |
| 2011  | AVN Award        | Nomination | Meilleure Site Web Alternatif                        | Mia-Isabella.com |
| 2011  | AVN Award        | Nomination | Artiste Transsexuel de l'Année                       | NC               |
| 2011  | Urban X Award    | Lauréat    | Artiste Transsexuel de l'Année                       | NC               |
| 2011  | XBIZ Award       | Lauréat    | Artiste Transsexuel de l'Année                       | NC               |
| 2012  | AVN Award        | Nomination | Artiste Transsexuel de l'Année                       | NC               |
| 2012  | AVN Award        | Nomination | Meilleur Site Web Alternatif                         | Mia-Isabella.com |
| 2012  | NightMoves Award | Lauréat    | Meilleur Interprète Transsexuel (Choix de l'Éditeur) | NC               |
| 2012  | XBIZ Award       | Nomination | Artiste Transsexuel de l'Année                       | NC               |
| 2012  | XBIZ Award       | Nomination | Site Web Transsexuel de l'Année                      | Mia-Isabella.com |
| 2013  | XBIZ Award       | Nomination | Site Web Transsexuel de l'Année                      | Mia-Isabella.com |
| 2014  | XBIZ Award       | Nomination | Site Web Transsexuel de l'Année                      | Mia-Isabella.com |